# Omphalocarpum bracteatum
Omphalocarpum bracteatum là một loài thực vật có hoa trong họ Hồng xiêm. Loài này được Baudon mô tả khoa học đầu tiên năm 1929.